# 金剛代艦
金剛代艦（こんごうだいかん）とは、ワシントン海軍軍縮条約の規定による戦艦建造禁止期間（海軍休日）の終了とほぼ同時に、艦齢20年を迎える戦艦（巡洋戦艦）「金剛」を1934年(昭和9年)をもって置き換えることを目標として、建造を予定していた戦艦(または高速戦艦)である。ロンドン海軍軍縮条約の締結により主力艦代艦建造が延期され、実現しなかった。

## 概要
第一次世界大戦後、列強各国は建艦競争に走り、日本海軍も主力艦の更新を企図し、八四艦隊案、八六艦隊案を立案した。この八八艦隊では、金剛型巡洋戦艦の代艦として天城型巡洋戦艦の建造をおこなう。
ところがワシントン会議によって締結されたワシントン海軍軍縮条約により、列強の超弩級戦艦や巡洋戦艦の保有数と新造は厳しく制限され、金剛型巡洋戦艦の後継艦（天城型巡洋戦艦、十三号型巡洋戦艦）は建造中止になった。しかしながら、艦齢20年以上に達した戦艦は、条約の範囲内（基準排水量35,000t、主砲口径16インチ以下）で代艦の建造が可能という規定があった。「金剛」は1933年（昭和8年）においてちょうど艦齢が20年に達し、代艦の建造が可能になっていた。
主力艦の建造は早くも1924年(大正13年)に軍令部から艦政本部に宛てて、建造可能な主力艦の性能が諮問され、藤本喜久雄造船大佐を中心として検討の結果、「将来主力艦」は41cm砲9門で速力28ノット、あるいは41cm砲10門で速力26ノットが提案された。
1926年（大正15年）7月、海軍省は主力艦代艦について「巡洋戦艦の速力をもった戦艦」とする方針を定めた。
条約下における兵器を研究する軍備制限研究委員会が1928年（昭和3年）に岡田啓介海軍大臣に提出した報告書によると、排水量35,000t、41cm砲12門の主力艦を整備すべしとあった。
防御では注排水装置の装備要求があり、直接防御よりダメージコントロールを重視していた。
また速力や航続力については、具体的な数値が示されなかった。「所要最小限度に充足」とあり、おそらく長門型戦艦と同程度の25ノットから26ノットと思われる。
これはアメリカ海軍が当分巡洋戦艦(または高速戦艦)を建造しないと日本海軍は読んでおり、建造する主力艦は火砲重視の方針になった。
このために代艦は、あくまで戦艦として速力より砲熕兵装の攻防性能を重視して設計することとなり、金剛代艦に対する軍令部の最終的な要求は41cm砲8門以上、速力26ノット程度の中速戦艦と見られている。
上記のように「金剛」は1933年（昭和8年）に艦齢が20年に到達し、代艦の建造はその期間を3年とすると1930年(昭和5年)には起工が可能であり、実際には1931年(昭和6年)末に起工予定であったという。
1929年(昭和4年)に開かれた「高等技術会議」には藤本喜久雄造船少将(艦政本部)と平賀譲造船中将がそれぞれ設計案を提出した。
当時平賀は内部対立により艦船設計の担当部署である艦政本部第四部から海軍技術研究所の造船研究部長という閑職に左遷されており、平賀案は藤本案を良しとしない平賀が勝手に作成した私案であったと言われている。藤本案という艦政本部の公案と、多大な功績を残しているとはいえ左遷された一軍人の個人案が中央で比較検討されたということからも（中央を混乱させたとする批判的な指摘もあるが）、平賀譲という人物の影響力が窺い知れる。
なお金剛代艦に引き続き、扶桑型戦艦や伊勢型戦艦の代艦も建造する予定であった。
しかしロンドン海軍軍縮条約の締結により、戦艦の建造禁止措置の5年延長（10年から15年に延長、1936年末で失効）が決定したため、結果として建造は行われなかったが、両者の設計案は後の大和型戦艦に影響を与えたと言われている。

## 藤本案
正式名称は「艦政本部案」。

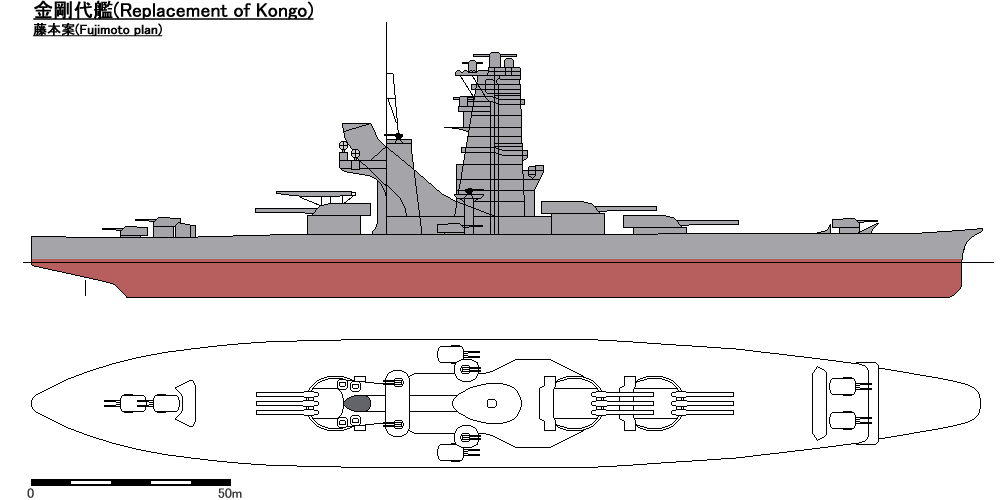
藤本案の艦型図。

藤本は第一次世界大戦時にイギリスに派遣されて、ユトランド沖海戦の戦訓や、イギリス艦艇建造の状況を目の当たりにしていた。藤本がドイツ式の艦船設計に関心を寄せていた事は複数の証言からも証明されている通り、その船体防御方式もドイツ式の全体防御であり、総排水量に対する船体重量は約9,000t、防御重量は15,000tとなっており、先述の軍備制限研究会案と同様に直接防御よりもダメージコントロールを重視した設計となっていたと思われる。さらに1929年（昭和4年）2月にヴァイマル共和政下のドイツがドイッチュラント級装甲艦（通称“ポケット戦艦”）「ドイッチュラント」を起工し、列強に衝撃を与えた。この画期的装甲艦は電気溶接や軽量金属を多様して重量軽減に成功していた。当時の日本海軍は吹雪型駆逐艦を建造しており、金剛代艦も天城型巡洋戦艦を基本として電気溶接や軽量合金の多用により35,000トンに縮小するのではないかと報道された。

### 藤本案要目
『日本の戦艦パーフェクトガイド』(2004)によると以下の通り。
- 基準排水量:35,000英トン
- 公試排水量:39,200仏トン
- 水線長:232m
- 最大幅:32.2m
- 推進:4軸
- 主機:蒸気タービン
- 出力:73,000shp
- 速力:25.9ノット
- 砲熕兵装
  - 50口径[32]41cm三連装砲塔 3基9門
  - 15.2cm砲 連装砲塔形状6基12門
  - 12cm連装高角砲(推定)[27][注釈 6] 4基8門
- 水雷兵装:無し
- 航空兵装:航空機 2機(射出機 1基)
- その他の兵装:探照灯 8基[27]
- 装甲:不明

### 竣工後の改装
艦艇研究家である遠藤昭は藤本案について、平時に軍縮条約に抵触しない「覆面軍艦」として建造し、条約失効後に
- 艦尾を24m延長。(全長261m)
- 主砲塔を1基増設。40cm砲三連装3基を46cm砲連装4基8門に換装。
- 後部副砲群を除去、機関を強化し速力を30ノットに。

上記に上げた内容の高速戦艦へと改装するというものであった、という説を上げている。
小高正稔は最終案で副砲の一部が舷側に移動していることから主砲増備は明確に否定しており、機関換装の想像は可能だが諸要部切断図が発見されていない現状では(機関換装の有無は)不明としか言いようがない、としている。

## 平賀案

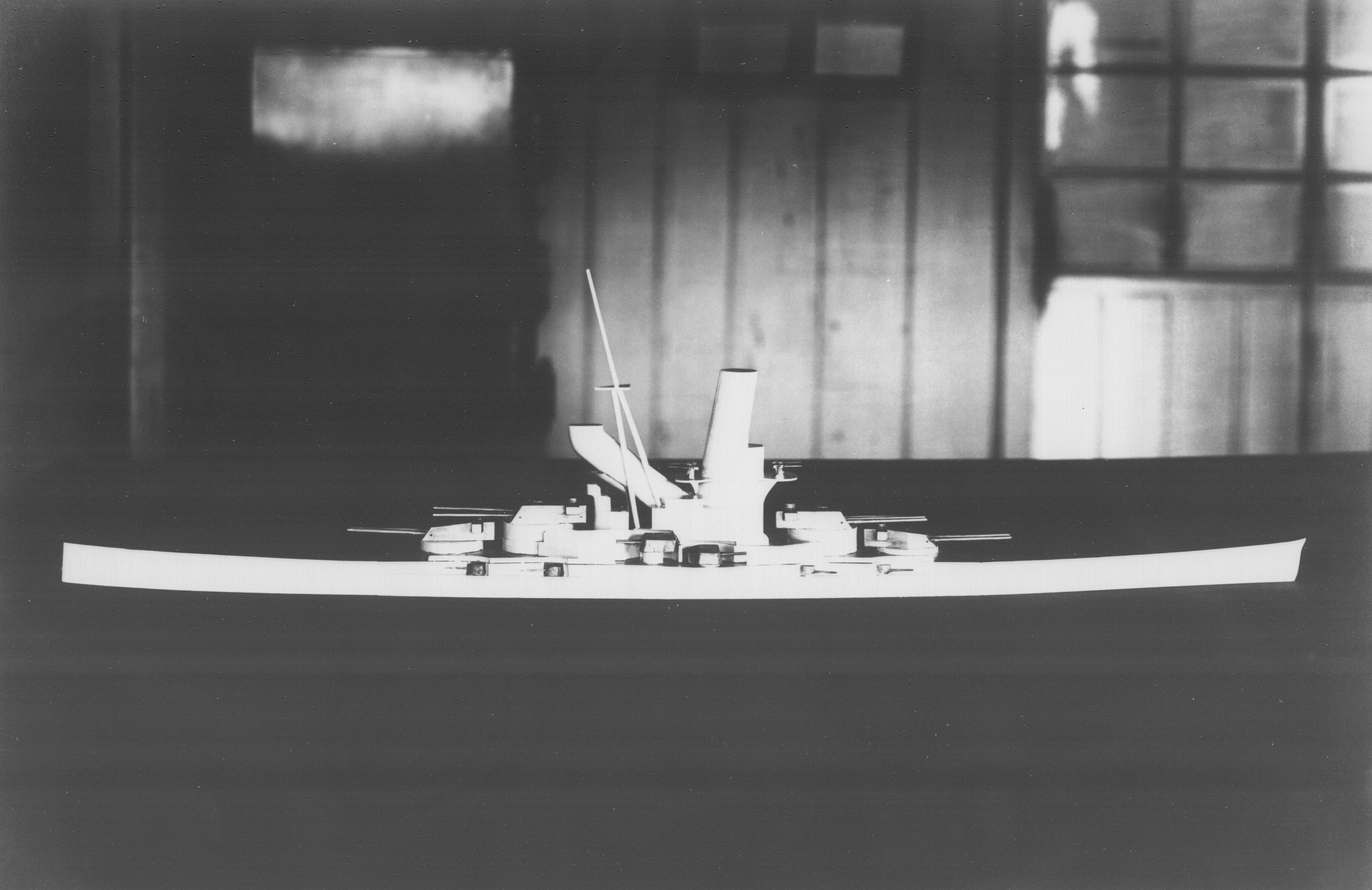
design Xの模型。右舷側から撮影。

「平賀譲デジタルアーカイブ」に残された資料で平賀譲はdesign "X"と呼称している。
平賀案は建造されていたならば、恐らく戦艦加賀や巡洋戦艦天城、戦艦紀伊のような艦型となり、主砲配置はペンサコーラ級重巡洋艦のようになっていたことが推測される。
両者の設計案を比較すると、藤本案がバイタルパートを船体全長に行き渡らせているのに対し、平賀案は集中防御方式 (All or nothing) を徹底させている保守的なものではあったが、超弩級戦艦「土佐」を標的艦にした実験の結果などが反映されたと思われ、その船体重量は10,000t、防御重量は13,000tとなっていた。また両者の設計案における船体重量、防御重量の比率はそれぞれ独英の主力艦の重量配分に近い物となっていた。

### 平賀案要目

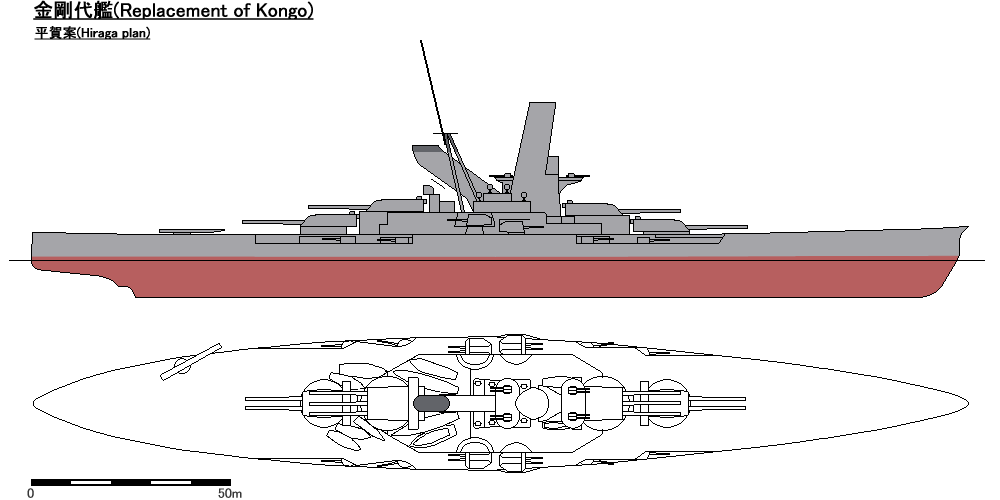
平賀案の艦型図。

平賀案の要目は以下の通り。
- 計画排水量:40,148トン(トンは仏トンか英トンか不明)
- 基準排水量:35,000英トン
- 公試排水量:39,200仏トン(または39,250トン[31])
- 満載排水量:44,000仏トン
- 全長:768 ft (234.086 m)
- 水線長:760 ft (231.648 m)
- 最大幅:110 ft (33.528 m)
- 吃水:30 ft 6 in (9.296 m)
- 推進:3軸[31]
- ボイラー:12,500馬力ボイラー4基、7,500馬力ボイラー4基
- 主機:蒸気タービン[31]
- 補機:500kWタービン発電機4台、250kWディーゼル発電機2台、水圧機5台
- 出力:80,000馬力
- 速力:26.3ノット
- 燃料:重油庫容積 5,800英トン[37]
- 砲熕兵装
  - 50口径[32]41.1cm(16インチ)砲(3連装砲塔2基6門、連装砲塔2基4門、仰角40度[38]) 10門
  - 6インチ(15.2cm)砲(連装4基8門、単装8門、仰角75度[38]) 16門
  - 4.7インチ(高角[38])砲(連装4基、仰角75度[38]) 8門
- 水雷兵装:24インチ魚雷発射管(または21インチ水中発射管[31]) 2門
- 航空兵装:航空機 2機[31](カタパルト 1基[38])
- その他の兵装:探照灯 8基[38]
- 装甲
  - 中甲板防御:水平部8.4インチ、20度傾斜部11.75インチ
  - 水線甲鉄:水線部15インチ、下端部13.8インチ(傾斜20度)
  - 水中一般側甲鉄:13.2-7.2インチ(傾斜10度)
  - 舷側魚雷防御:上端4.0インチ、下端3.5インチ(傾斜10度)
  - 弾薬底板防御板:25度傾斜部3インチ、前部弾薬庫水平部3インチ、後部弾薬庫水平部2.5インチ
  - 前後主横隔壁防御板:15インチ(傾斜10度)
  - 砲塔:ローラーパス上19インチ、ローラーパス下17インチ
  - 通風及び煙路防御:上縁10.6インチ、下部17-14インチ
  - 舵取室防御:天井3インチ、舷側5インチ、中央縦壁18インチ、最後横壁及床板1.5インチ
  - 司令塔:19インチ
  - 通風筒:14インチ

## 登場作品
- 新戦艦高千穂（1935年7月から1936年3月連載）[39]

金剛型代艦とダンケルク級戦艦をモデルにした戦艦高千穂が活躍する。
- 栄光なき天才たち（作伊藤智義、画森田信吾）

単行本第6巻の平賀譲を主人公とした章で、金剛代艦を巡る平賀と藤本の対立が描かれる。
- アルキメデスの大戦

ロンドン軍縮条約失効を目前にした1933年（昭和8年）が舞台。原作（漫画）では、藤本をモデルにした藤岡造船少将は高速戦艦を、平賀をモデルにした平山造船中将は艦隊決戦を前提にした戦艦案を提出する。実写映画版（2019年7月公開）では、平山造船中将のみ新型戦艦の大型模型を提示して嶋田繁太郎や大角岑生達を感激させる。